# 十倉好紀
十倉 好紀（とくら よしのり、1954年3月1日 - ）は、日本の物理学者。専門は物性物理学。学位は工学博士（東京大学・1981年）。国立研究開発法人理化学研究所創発物性科学研究センターセンター長、東京大学特別栄誉教授・東京カレッジ卓越教授、日本学士院会員、国立研究開発法人産業技術総合研究所名誉フェロー、公益社団法人日本化学会名誉会員、文化功労者。
東京大学工学部講師、東京大学理学部助教授、東京大学大学院理学系研究科教授、東京大学大学院工学系研究科教授、独立行政法人理化学研究所創発物性科学研究センターセンター長などを歴任した。

## 概要
物性物理学を専攻する物理学者である。電子型高温超伝導体の発見（十倉ルール/Tokura Rule）、酸化物巨大磁気抵抗（CMR）効果の発見と機構解明、マルチフェロイックスの巨大電気磁気効果の発見、磁気スキルミオンの観測と物性解明など、多数の顕著な業績を挙げている。東京大学の大学院では理学系研究科物理学専攻や工学系研究科物理工学専攻にて教授などを務めた。理化学研究所では創発物性科学研究センター(CEMS)にてセンター長を務めた。同僚の樽茶清悟とは大学時代の同級生である。兵庫県西脇市高田井町出身。

## 研究
光誘起相転移現象の発見、電子型高温超伝導体の発見、高温超伝導物質の一般則の発見とその応用、フィリング制御モット転移系の物性研究、 酸化物巨大磁気抵抗（CMR）効果の発見と機構解明、モット絶縁体の巨大非線形光学効果の発見、有機分子性強誘電体の創製、マルチフェロイックスの巨大電気磁気効果の発見、磁気スキルミオンの観測と物性解明、など。既発表論文はNature誌19編、Nature姉妹誌30編、Science誌21編、Phys.Rev.Lett.誌170余編、他を含む。

## 家族・親族
実兄の十倉雅和は住友化学代表取締役社長。

## 略歴
- 1972年 兵庫県立西脇高等学校を卒業。
- 1976年 東京大学工学部物理工学科を卒業[1]。
- 1981年 東京大学大学院工学系研究科物理工学専攻・博士課程修了[1]。学位論文「有機半導体励起子の分光学的研究」で東京大学より工学博士の学位を取得。 同大学工学部物理工学科助手に就任[1]。
- 1984年    東京大学工学部物理工学科講師に就任[1]。
- 1986年 東京大学理学部物理学科助教授に就任[1]。
- 1994年    東京大学大学院理学系研究科物理学専攻教授に就任[1]。
- 1995年 - 現在    東京大学大学院工学系研究科物理工学専攻教授[1]。
- 2013年 - 現在    理化学研究所 創発物性科学研究センターセンター長[1]。
- 2017年    東京大学の卓越教授[1][2]
- 2019年    東京大学特別栄誉教授[1][3]

現在まで
- 1993年 7月 - 2002年 3月    アトムテクノロジー研究体 グループリーダー[1]。後にフィールドリーダーを併任[1]。
- 2001年 4月 - 2008年 3月    産業技術総合研究所 強相関電子技術研究センター センター長を併任[1]。
- 2001年 10月 - 2007年 3月    ERATO「十倉スピン超構造プロジェクト」総括責任者を併任。
- 2006年 10月 - 2012年 3月    ERATO「十倉マルチフェロイックスプロジェクト」総括責任者を併任。
- 2007年 10月 - 2013年 3月    理化学研究所 交差相関物性科学研究グループ グループディレクターを併任[1]。
- 2008年 4月 - 現在    産業技術総合研究所 フェローを併任[1]。
- 2010年 4月 - 2013年 6月    東京大学 量子相エレクトロニクス研究センター センター長を併任。
- 2010年 4月 - 2013年 3月    理化学研究所 基幹研究所 物質機能創成研究領域 領域長を併任。
- 2010年 4月 - 2013年 3月    理化学研究所 基幹研究所 強相関量子科学研究グループ グループディレクターを併任。

## 受賞歴
- 1990年 - 仁科記念賞[1]（「電子型高温超伝導体の発見」）
- 1990年 - 日本IBM科学賞[1]（「高温超伝導物質の一般則の発見」）
- 1991年 - ベルント・T・マティアス賞[1]（「高温超伝導体の普遍性の実証」）
- 1997年 - 日産科学賞[1]（「酸化物巨大磁気抵抗の発見と機構解明」）
- 1999年 - 日本物理学会論文賞「Giant Magnetotransport Phenomena in Filling-Controlled Kondo Lattice System」
- 2002年 - 朝日賞[1]（「強相関電子物質の研究」）[4]
- 2002年 - ISI最高引用栄誉賞　（応用物理部門）
- 2002年〜2005年 - トムソン・ロイター引用栄誉賞（超伝導化合物の発見を含む、強相関電子酸化物に関する傑出した研究、および巨大磁気抵抗現象に関する研究）[5]
- 2005年 - ジェームス・C・マックグラディ新材料賞[1]（「新しいスピン電荷秩序をもつ遷移金属酸化物の創製」）
- 2011年 - 藤原賞[1]（「物質中の巨大な電気磁気応答の創成」）
- 2012年 - 国際純粋・応用物理学連合より磁気学賞ネール・メダル(de)[1]（「磁性科学への顕著な貢献」）
- 2013年 - 日本学士院賞・恩賜賞[1]（「強相関電子材料の物性研究」）
- 2014年 - 本多記念賞[1]（「遷移金属酸化物における強相関電子機能の開拓」）
- 2014年 - トムソン・ロイター引用栄誉賞（新しいマルチフェロイック物質に関する先駆的研究）[6]
- 2019年 - フンボルト賞[7]
- 2023年 - 江崎玲於奈賞

## 栄典
- 2003年 - 紫綬褒章[1][8]（「物性物理学研究功績」）
- 2014年 - ウプサラ大学より名誉博士号
- 2020年 - 文化功労者[9]

## アカデミー会員
- 2014年 - スウェーデン王立科学アカデミー外国人会員[10]
- 2020年 - アメリカ物理学会フェロー
- 2022年 - 日本学士院会員[11]
- 2023年 - 王立協会外国人会員[12]